# Piazza della Vittoria (Lodi)
Piazza della Vittoria, denominata piazza Maggiore fino al 1924, rappresenta il cuore della città di Lodi: su di essa si affacciano, in particolare, la basilica cattedrale della Vergine Assunta ed il palazzo municipale (palazzo Broletto) oltre che il palazzo Vistarini, uno dei più belli della città. Il suo impianto planimetrico si è mantenuto pressoché immutato attraverso i secoli: la piazza è caratterizzata da una pianta quadrangolare con i lati di circa 74 metri. Con 66 colonne che sorreggono i portici, alcune delle quali provengono dalla distrutta Laus Pompeia, si tratta di un raro esempio di piazza porticata su tutti i quattro lati. Tale singolare peculiarità, unita all'eleganza dei palazzi che vi si affacciano (molto vari per colori e dimensioni) la rende un luogo particolarmente suggestivo e scenografico. Piazza della Vittoria, infatti, è stata spesso scelta per ospitare eventi di interesse nazionale e registrazioni di spot pubblicitari per la televisione; il Touring Club Italiano, inoltre, l'ha inserita nel 2004 nella lista delle piazze più belle d'Italia.

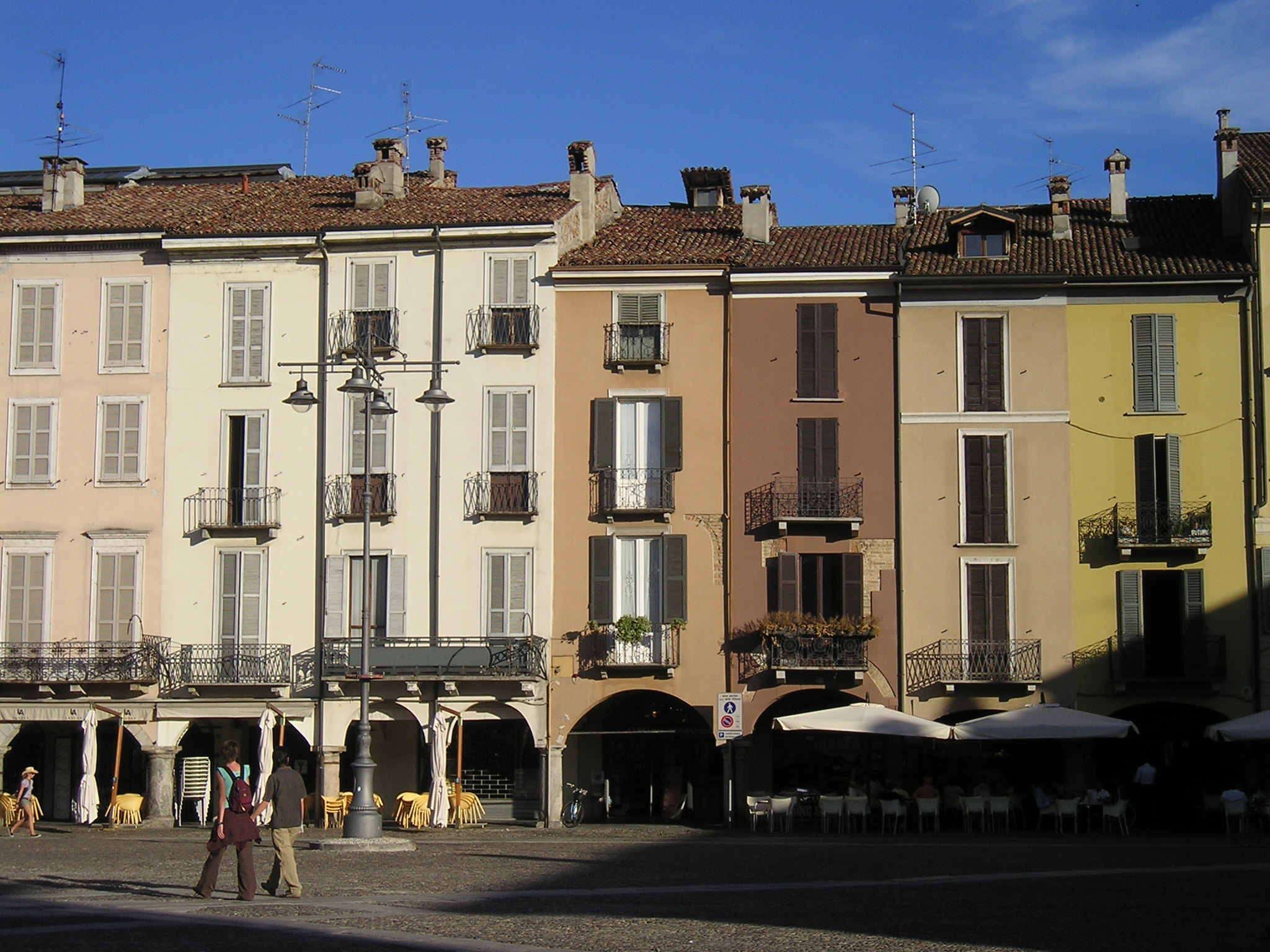
Un esempio del "lotto gotico"

Le facciate degli edifici che si affacciano sulla piazza presentano larghezze molto ridotte, in alcuni casi di pochi metri. Questa caratteristica è dovuta all'utilizzo del "lotto gotico", profondo ma stretto, tipico di tutte le città di origine medievale, pensato per sfruttare al massimo lo spazio che si affaccia sulla piazza principale. Per questo motivo, tutti gli edifici hanno le medesime caratteristiche: la bottega al pianterreno con uno spazio coperto dal portico sul fronte e i magazzini nel sotterraneo, la residenza al piano superiore e il cortile sul retro.
La selciatura della piazza, nel tipico "ricciato lombardo" costituito da ciottoli di fiume, risalirebbe al 1471. Nella prima metà dell'Ottocento, il centro del quadrilatero era occupato da un'imponente statua equestre di Napoleone Bonaparte, fatta erigere dallo stesso generale francese per celebrare la sua vittoria nella battaglia di Lodi.

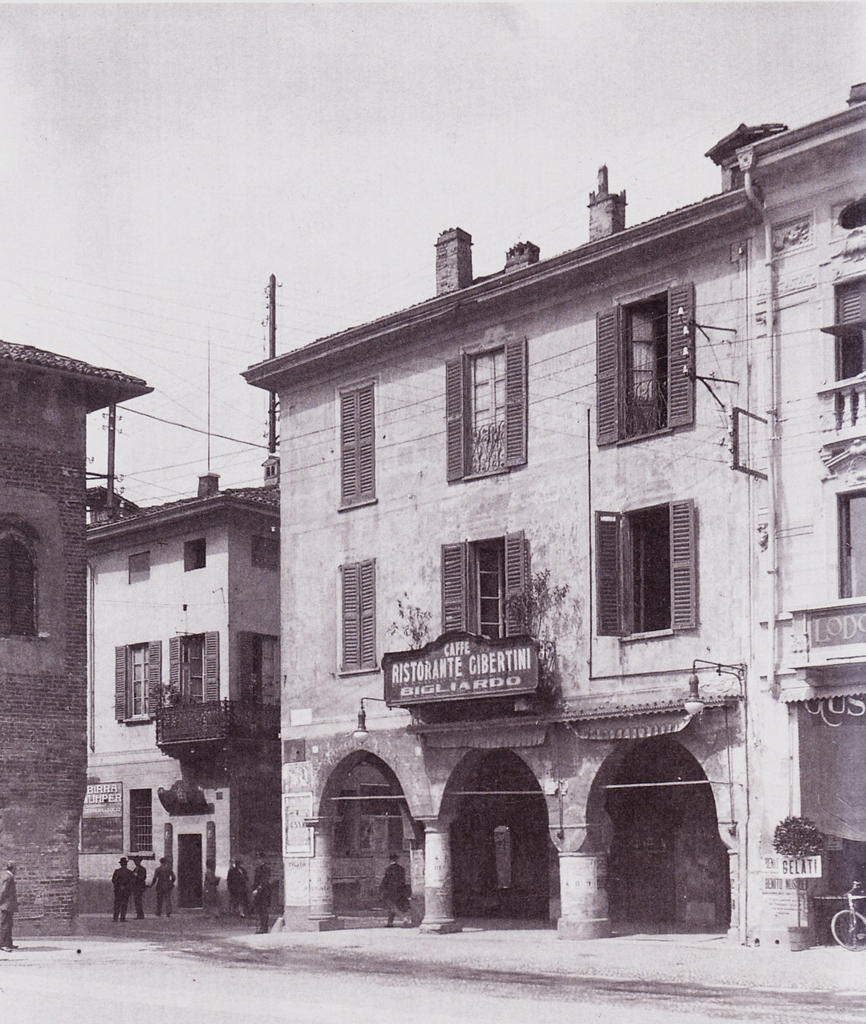
Edificio scomparso in piazza della Vittoria (inizi XX secolo)

La piazza è sempre stata al centro della vita della città: nel medioevo vi si tenevano le esecuzioni capitali, le fiere e le feste per l'arrivo dei vescovi, ed anche in epoca più moderna, le maggiori personalità che hanno visitato Lodi sono sempre passate da questa piazza: da Giuseppe Garibaldi a Benito Mussolini, Giovanni Paolo II e Carlo Azeglio Ciampi. Attualmente la piazza è adibita ad area pedonale; nei giorni di martedì e giovedì vi si tiene inoltre il tradizionale mercato ambulante.

### Testi di approfondimento
- Giorgio Lise, La Piazza Maggiore di Lodi, Lodi, Lodigraf, 1982, ISBN non esistente, SBN SBL0612079.
- Francesca Monza, La Piazza Maggiore di Lodi e la sua funzione commerciale, in Archivio storico lodigiano, anno CXVI, Lodi, 1997,  pp. 5-28, ISSN 0004-0347 (WC · ACNP).